# Beaumont (Haute-Savoie)
Beaumont település Franciaországban, Haute-Savoie megyében. Lakosainak száma 3081 fő (2022. január 1.). Beaumont Archamps, Feigères, Neydens, Présilly és Le Sappey községekkel határos.

## Népesség
A település népességének változása:
| Lakosok száma | 2443 | 2685 | 2872 | 2838 | 2842 | 3027 | 3045 | 3063 | 3081 |
|               | 2013 | 2015 | 2016 | 2017 | 2018 | 2019 | 2020 | 2021 | 2022 |